# Oroszország a 2010. évi téli olimpiai játékokon

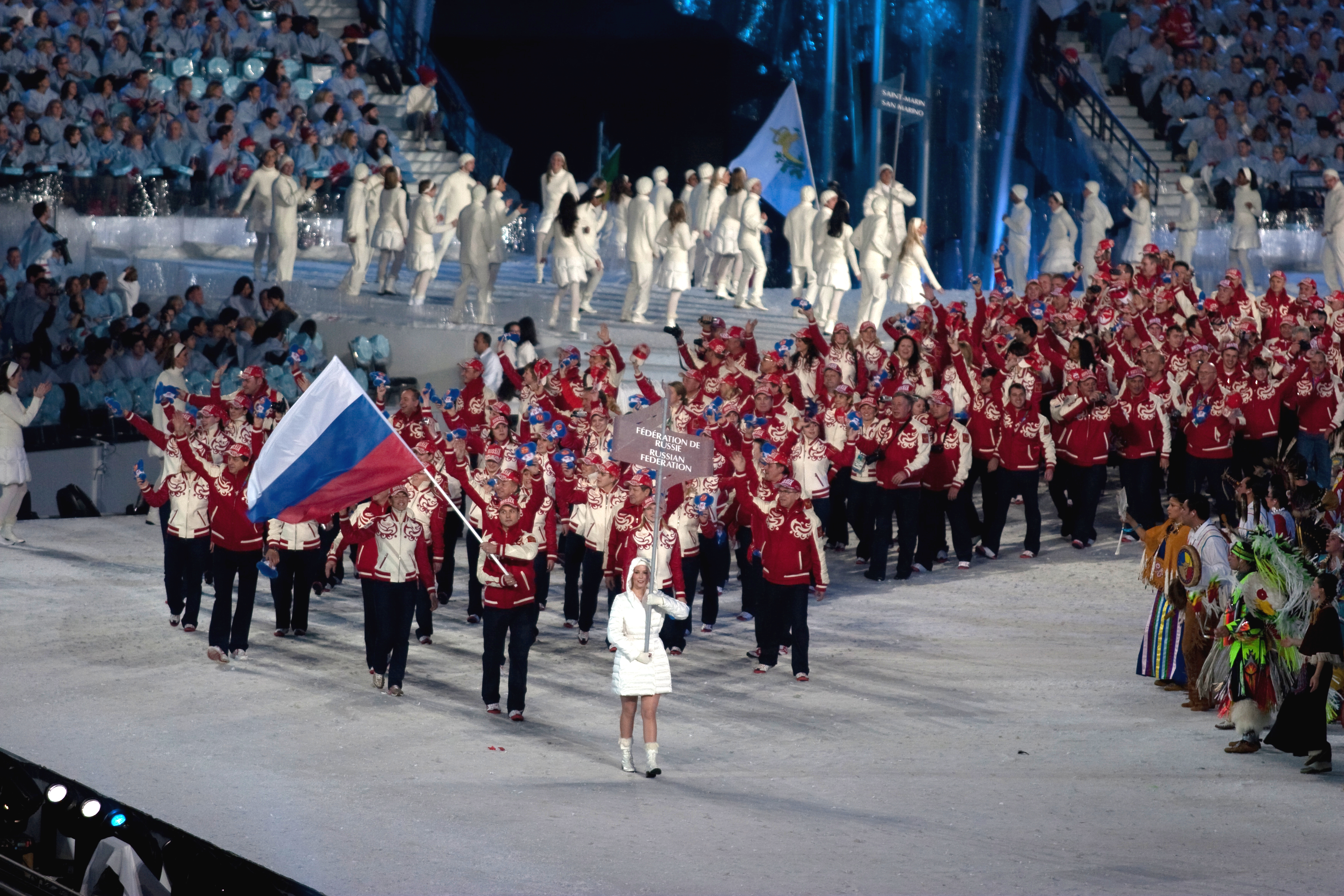
Oroszország olimpiai küldöttsége a megnyitón

Oroszország a kanadai Vancouverben megrendezett 2010. évi téli olimpiai játékok egyik részt vevő nemzete volt. Az országot az olimpián 15 sportágban 175 sportoló képviselte, akik összesen 15 érmet szereztek.

## Érmesek

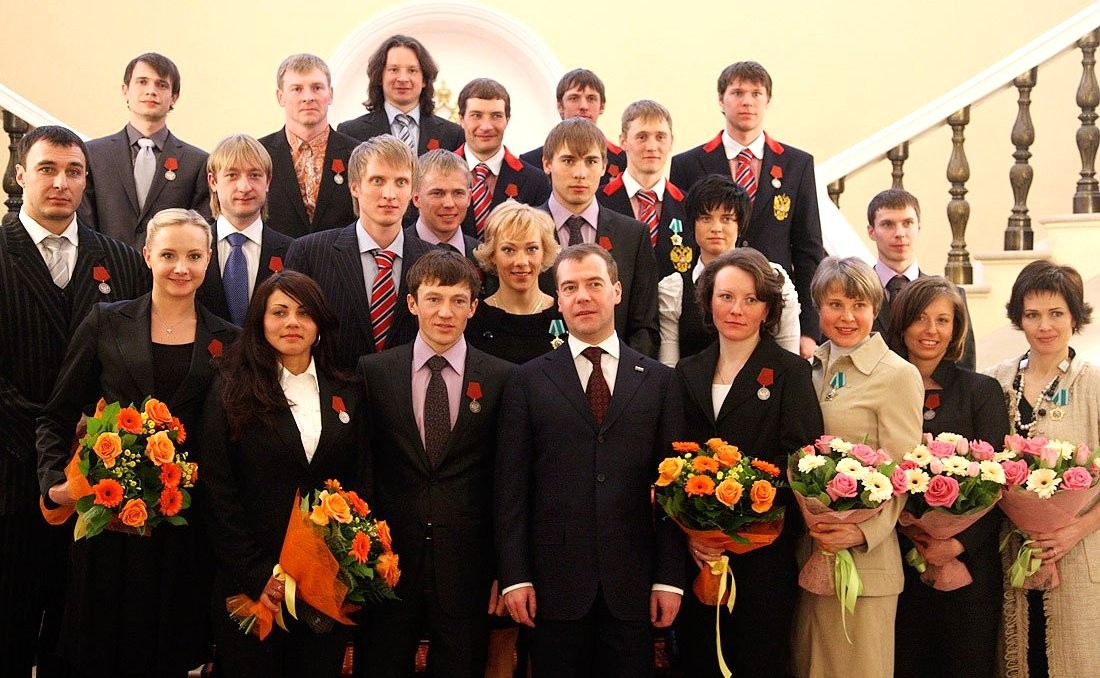
2010. március 15.

| Érem  | Versenyző                                                              | Sportág        | Versenyszám               |
| ----- | ---------------------------------------------------------------------- | -------------- | ------------------------- |
| Arany | Jevgenyij Usztyugov                                                    | Biatlon        | Férfi 15 km tömegrajtos   |
| Arany | Szvetlana Szlepcova Anna Bogalij-Tyitovec Olga Medvedceva Olga Zajceva | Biatlon        | Női 4 × 6 km váltó        |
| Arany | Nyikita Krjukov                                                        | Sífutás        | Férfi egyéni sprint       |
| Ezüst | Olga Zajceva                                                           | Biatlon        | Női 12,5 km tömegrajtos   |
| Ezüst | Ivan Szkobrev                                                          | Gyorskorcsolya | Férfi 10 000 m            |
| Ezüst | Jevgenyij Pljuscsenko                                                  | Műkorcsolya    | Férfi egyéni              |
| Ezüst | Alekszandr Panzsinszkij                                                | Sífutás        | Férfi egyéni sprint       |
| Ezüst | Jekatyerina Iljuhina                                                   | Snowboard      | Női parallel giant slalom |
| Bronz | Ivan Cserezov Anton Sipulin Makszim Csudov Jevgenyij Usztyugov         | Biatlon        | Férfi 4 × 7,5 km váltó    |
| Bronz | Alekszandr Zubkov Alekszej Vojevoda                                    | Bob            | Férfi kettes              |
| Bronz | Ivan Szkobrev                                                          | Gyorskorcsolya | Férfi 5000 m              |
| Bronz | Okszana Domnyina Makszim Sabalin                                       | Műkorcsolya    | Jégtánc                   |
| Bronz | Nyikolaj Morilov Alekszej Petuhov                                      | Sífutás        | Férfi csapatsprint        |
| Bronz | Irina Hazova Natalja Korosztyeljova                                    | Sífutás        | Női csapatsprint          |
| Bronz | Alekszandr Tretyjakov                                                  | Szkeleton      | Férfi                     |

## Alpesisí
Férfi
| Versenyző            | Versenyszám            | 1. futam      | 1. futam      | 2. futam | 2. futam | Összesítés    | Összesítés    |
| Versenyző            | Versenyszám            | Idő           | Hely.         | Idő      | Hely.    | Idő           | Helyezés      |
| -------------------- | ---------------------- | ------------- | ------------- | -------- | -------- | ------------- | ------------- |
| Alekszandr Horosilov | Lesiklás               |               |               |          |          | 1:59,21       | 45.           |
| Alekszandr Horosilov | Műlesiklás             | 50,50         | 27.*          | 52,32    | 21.      | 1:42,82       | 23.           |
| Alekszandr Horosilov | Óriás-műlesiklás       | 1:21,28       | 41.           | 1:24,08  | 39.      | 2:45,36       | 38.           |
| Alekszandr Horosilov | Szuperóriás-műlesiklás |               |               |          |          | 1:32,84       | 28.           |
| Szergej Majtakov     | Műlesiklás             | nem ért célba | nem ért célba | kiesett  | kiesett  | kiesett       | kiesett       |
| Szergej Majtakov     | Óriás-műlesiklás       | 1:21,13       | 40.           | 1:24,53  | 42.      | 2:45,66       | 40.           |
| Szergej Majtakov     | Szuperóriás-műlesiklás |               |               |          |          | nem ért célba | nem ért célba |
| Sztyepan Zujev       | Lesiklás               |               |               |          |          | 2:00,58       | 54.           |
| Sztyepan Zujev       | Műlesiklás             | nem ért célba | nem ért célba | kiesett  | kiesett  | kiesett       | kiesett       |
| Sztyepan Zujev       | Óriás-műlesiklás       | 1:26,32       | 64.           | 1:33,41  | 68.      | 2:59,73       | 64.           |
| Sztyepan Zujev       | Szuperóriás-műlesiklás |               |               |          |          | 1:34,13       | 36.           |

| Versenyző            | Versenyszám | Lesiklás | Lesiklás | Műlesiklás | Műlesiklás | Összesítés | Összesítés |
| Versenyző            | Versenyszám | Idő      | Hely.    | Idő        | Hely.      | Idő        | Helyezés   |
| -------------------- | ----------- | -------- | -------- | ---------- | ---------- | ---------- | ---------- |
| Alekszandr Horosilov | Összetett   | 1:56,77  | 34.      | 52,51      | 21.        | 2:49,28    | 21.        |
| Sztyepan Zujev       | Összetett   | 1:57,23  | 36.      | 52,52      | 22.        | 2:49,75    | 23.        |

Női
| Versenyző         | Versenyszám            | 1. futam      | 1. futam      | 2. futam | 2. futam | Összesítés    | Összesítés    |
| Versenyző         | Versenyszám            | Idő           | Hely.         | Idő      | Hely.    | Idő           | Helyezés      |
| ----------------- | ---------------------- | ------------- | ------------- | -------- | -------- | ------------- | ------------- |
| Jelena Prosztyeva | Lesiklás               |               |               |          |          | 1:50,07       | 26.           |
| Jelena Prosztyeva | Műlesiklás             | 54,20         | 34.           | 54,14    | 30.      | 1:48,34       | 28.           |
| Jelena Prosztyeva | Óriás-műlesiklás       | nem ért célba | nem ért célba | kiesett  | kiesett  | kiesett       | kiesett       |
| Jelena Prosztyeva | Szuperóriás-műlesiklás |               |               |          |          | 1:24,43       | 24.           |
| Ljajszan Rajanova | Műlesiklás             | 55,13         | 40.           | 55,69    | 35.      | 1:50,82       | 33.           |
| Ljajszan Rajanova | Óriás-műlesiklás       | 1:20,37       | 41.           | 1:16,58  | 38.      | 2:36,95       | 37.           |
| Ljajszan Rajanova | Szuperóriás-műlesiklás |               |               |          |          | nem ért célba | nem ért célba |

| Versenyző         | Versenyszám | Lesiklás      | Lesiklás      | Műlesiklás | Műlesiklás | Összesítés | Összesítés |
| Versenyző         | Versenyszám | Idő           | Hely.         | Idő        | Hely.      | Idő        | Helyezés   |
| ----------------- | ----------- | ------------- | ------------- | ---------- | ---------- | ---------- | ---------- |
| Jelena Prosztyeva | Összetett   | nem ért célba | nem ért célba | kiesett    | kiesett    | kiesett    | kiesett    |

* - egy másik versenyzővel azonos eredményt ért el

## Biatlon
Férfi
| Versenyző                                                      | Versenyszám           | Lövőhiba    | Időeredmény | Helyezés |
| -------------------------------------------------------------- | --------------------- | ----------- | ----------- | -------- |
| Nyikolaj Kruglov                                               | 20 km egyéni          | 0 (0+0+0+0) | 50:40,4     | 11.      |
| Anton Sipulin                                                  | 10 km sprint          | 1 (0+1)     | 26:18,7     | 30.      |
| Anton Sipulin                                                  | 12,5 km üldözőverseny | 3 (0+1+2+0) | 35:34,4     | 20.      |
| Anton Sipulin                                                  | 20 km egyéni          | 3 (3+0+0+0) | 52:51,7     | 36.      |
| Anton Sipulin                                                  | 15 km tömegrajtos     | 3 (1+0+1+1) | 37:04,7     | 22.      |
| Ivan Cserezov                                                  | 10 km sprint          | 2 (1+1)     | 25:25,9     | 10.      |
| Ivan Cserezov                                                  | 12,5 km üldözőverseny | 2 (1+0+1+0) | 34:29,6     | 6.       |
| Ivan Cserezov                                                  | 20 km egyéni          | 3 (1+0+2+0) | 50:56,7     | 15.      |
| Ivan Cserezov                                                  | 15 km tömegrajtos     | 3 (0+2+0+1) | 36:09,2     | 6.       |
| Makszim Csudov                                                 | 10 km sprint          | 2 (1+1)     | 27:28,0     | 63.      |
| Jevgenyij Usztyugov                                            | 10 km sprint          | 2 (0+2)     | 25:47,9     | 15.      |
| Jevgenyij Usztyugov                                            | 12,5 km üldözőverseny | 4 (1+1+2+0) | 35:07,4     | 15.      |
| Jevgenyij Usztyugov                                            | 20 km egyéni          | 1 (0+0+0+1) | 49:11,8     | 4.       |
| Jevgenyij Usztyugov                                            | 15 km tömegrajtos     | 0 (0+0+0+0) | 35:35,7     |          |
| Ivan Cserezov Anton Sipulin Makszim Csudov Jevgenyij Usztyugov | 4 × 7,5 km váltó      | 4 (0+0 0+4) | 1:22:16,9   |          |

Női
| Versenyző                                                              | Versenyszám         | Lövőhiba    | Időeredmény | Helyezés |
| ---------------------------------------------------------------------- | ------------------- | ----------- | ----------- | -------- |
| Anna Bogalij-Tyitovec                                                  | 15 km egyéni        | 3 (1+0+1+1) | 43:46,3     | 25.      |
| Anna Buligina                                                          | 7,5 km sprint       | 0 (0+0)     | 20:07,7     | 4.       |
| Anna Buligina                                                          | 10 km üldözőverseny | 1 (0+1+0+0) | 31:08,1     | 6.       |
| Anna Buligina                                                          | 12,5 km tömegrajtos | 8 (4+1+2+1) | 39:17,2     | 30.      |
| Olga Medvedceva                                                        | 7,5 km sprint       | 1 (1+0)     | 21:01,6     | 22.      |
| Olga Medvedceva                                                        | 10 km üldözőverseny | 3 (0+0+2+1) | 32:31,9     | 20.      |
| Olga Medvedceva                                                        | 15 km egyéni        | 2 (2+0+0+0) | 43:25,9     | 21.      |
| Olga Medvedceva                                                        | 12,5 km tömegrajtos | 0 (0+0+0+0) | 35:40,8     | 4.       |
| Jana Romanova                                                          | 15 km egyéni        | 4 (1+0+2+1) | 46:41,0     | 56.      |
| Szvetlana Szlepcova                                                    | 7,5 km sprint       | 0 (0+0)     | 20:43,1     | 13.      |
| Szvetlana Szlepcova                                                    | 10 km üldözőverseny | 3 (1+0+0+2) | 32:06,9     | 18.      |
| Szvetlana Szlepcova                                                    | 12,5 km tömegrajtos | 3 (0+2+0+1) | 36:23,3     | 14.      |
| Olga Zajceva                                                           | 7,5 km sprint       | 0 (0+0)     | 20:23,4     | 7.       |
| Olga Zajceva                                                           | 10 km üldözőverseny | 2 (0+1+1+0) | 31:20,3     | 7.       |
| Olga Zajceva                                                           | 15 km egyéni        | 3 (2+1+0+0) | 43:46,8     | 26.      |
| Olga Zajceva                                                           | 12,5 km tömegrajtos | 1 (0+0+1+0) | 35:25,1     |          |
| Szvetlana Szlepcova Anna Bogalij-Tyitovec Olga Medvedceva Olga Zajceva | 4 × 6 km váltó      | 5 (0+2 0+3) | 1:09:36,3   |          |

## Bob
Férfi
| Versenyző                                                                  | Versenyszám | 1. futam | 1. futam | 2. futam   | 2. futam   | 3. futam | 3. futam | 4. futam | 4. futam | Összesítés | Összesítés |
| Versenyző                                                                  | Versenyszám | Idő      | Hely.    | Idő        | Hely.      | Idő      | Hely.    | Idő      | Hely.    | Idő        | Helyezés   |
| -------------------------------------------------------------------------- | ----------- | -------- | -------- | ---------- | ---------- | -------- | -------- | -------- | -------- | ---------- | ---------- |
| Alekszandr Zubkov Alekszej Vojevoda                                        | Kettes      | 51,79    | 5.       | 52,02      | 3.         | 51,80    | 3.       | 51,90    | 3.       | 3:27,51    |            |
| Dmitrij Abramovics Szergej Prudnyikov                                      | Kettes      | 52,03    | 8.       | 52,40      | 8.         | 52,11    | 8.       | 51,92    | 4.       | 3:28,46    | 7.         |
| Alekszandr Zubkov Filipp Jegorov Pjotr Moiszejev Dmitrij Trunyenkov        | Négyes      | 52,52    | 21.      | nem indult | nem indult | kiesett  | kiesett  | kiesett  | kiesett  | kiesett    | kiesett    |
| Dmitrij Abramovics Roman Oresnyikov Szergej Prudnyikov Dmitrij Sztyopuskin | Négyes      | 51,32    | 9.       | 51,40      | 9.         | 51,78    | 11.      | 51,75    | 8.       | 3:26,25    | 9.         |
| Jevgenyij Popov Alekszej Kirejev Gyenyisz Moiszejcsenkov Andrej Jurkov     | Négyes      | 51,49    | 10.      | 51,16      | 5.         | 51,67    | 7.       | 51,81    | 11.      | 3:26,13    | 8.         |

Női
| Versenyző                               | Versenyszám | 1. futam | 1. futam | 2. futam | 2. futam | 3. futam | 3. futam | 4. futam | 4. futam | Összesítés | Összesítés |
| Versenyző                               | Versenyszám | Idő      | Hely.    | Idő      | Hely.    | Idő      | Hely.    | Idő      | Hely.    | Idő        | Helyezés   |
| --------------------------------------- | ----------- | -------- | -------- | -------- | -------- | -------- | -------- | -------- | -------- | ---------- | ---------- |
| Olga Fjodorova Julija Tyimofejeva       | Kettes      | 54,40    | 17.      | 55,21    | 21.      | 54,40    | 14.*     | 57,39    | 18.      | 3:41,40    | 18.        |
| Anasztaszija Szkulkina Jelena Doronyina | Kettes      | 54,38    | 16.      | 53,64    | 11.      | 54,08    | 11.      | 53,83    | 10.      | 3:35,93    | 9.         |

* - egy másik csapattal azonos időt értek el

## Curling

### Női
- Ljudmila Privivkova
- Anna Szidorova
- Nkeiruka Jezeh
- Jekatyerina Galkina
- Margarita Fomina

#### Eredmények
Csoportkör
| Nemzet           | Szkip               | Gy | V | P+ | P- | Gy end | V end | D end | Saját rabolt endek | Ellenfél rabolt endek | Lökés % |
| ---------------- | ------------------- | -- | - | -- | -- | ------ | ----- | ----- | ------------------ | --------------------- | ------- |
| Kanada           | Cheryl Bernard      | 8  | 1 | 56 | 37 | 27     | 20    | 15    | 5                  | 2                     | 79      |
| Svédország       | Anette Norberg      | 7  | 2 | 46 | 46 | 24     | 19    | 8     | 4                  | 1                     | 77      |
| Kína             | Bingyu Wang         | 6  | 3 | 61 | 47 | 39     | 37    | 11    | 7                  | 8                     | 74      |
| Svájc            | Mirjam Ott          | 6  | 3 | 63 | 46 | 16     | 17    | 4     | 0                  | 1                     | 77      |
| Dánia            | Angelina Jensen     | 4  | 5 | 49 | 61 | 26     | 35    | 15    | 0                  | 7                     | 69      |
| Németország      | Andrea Schöpp       | 3  | 6 | 52 | 56 | 35     | 40    | 15    | 3                  | 6                     | 75      |
| Japán            | Meguro Moe          | 3  | 6 | 58 | 60 | 15     | 16    | 8     | 3                  | 2                     | 74      |
| Oroszország      | Ljudmila Privivkova | 3  | 6 | 53 | 60 | 31     | 30    | 6     | 4                  | 3                     | 81      |
| Nagy-Britannia   | Eve Muirhead        | 3  | 6 | 49 | 53 | 13     | 11    | 5     | 5                  | 4                     | 74      |
| Egyesült Államok | Debbie McCormick    | 2  | 7 | 38 | 59 | 17     | 18    | 2     | 3                  | 1                     | 75      |

- február 16., 14:00

| Sheet C            | Sheet C                  | 1 | 2 | 3 | 4 | 5 | 6 | 7 | 8 | 9 | 10 | VE |
| 1. end utolsó köve | Németország (Schöpp)     | 2 | 0 | 2 | 0 | 1 | 0 | 0 | 1 | 0 | 3  | 9  |
|                    | Oroszország (Privivkova) | 0 | 1 | 0 | 1 | 0 | 0 | 1 | 0 | 2 | 0  | 5  |

- február 17., 19:00

| Sheet A            | Sheet A                  | 1 | 2 | 3 | 4 | 5 | 6 | 7 | 8 | 9 | 10 | VE |
|                    | Oroszország (Privivkova) | 0 | 0 | 1 | 0 | 0 | 2 | 0 | 1 | 1 | 2  | 7  |
| 1. end utolsó köve | Dánia (Jensen)           | 0 | 0 | 0 | 2 | 0 | 0 | 1 | 0 | 0 | 0  | 3  |

- február 18., 14:00

| Sheet C            | Sheet C                   | 1 | 2 | 3 | 4 | 5 | 6 | 7 | 8 | 9 | 10 | VE |
| 1. end utolsó köve | Oroszország (Privivkova)  | 0 | 0 | 1 | 1 | 0 | 0 | 1 | 0 | X | X  | 3  |
|                    | Nagy-Britannia (Muirhead) | 2 | 3 | 0 | 0 | 2 | 2 | 0 | 1 | X | X  | 10 |

- február 19., 9:00

| Sheet B            | Sheet B                      | 1 | 2 | 3 | 4 | 5 | 6 | 7 | 8 | 9 | 10 | VE |
| 1. end utolsó köve | Oroszország (Privivkova)     | 0 | 0 | 0 | 1 | 0 | 0 | 2 | 0 | 1 | 0  | 4  |
|                    | Egyesült Államok (McCormick) | 0 | 0 | 1 | 0 | 2 | 0 | 0 | 1 | 0 | 2  | 6  |

- február 19., 19:00

| Sheet D            | Sheet D                  | 1 | 2 | 3 | 4 | 5 | 6 | 7 | 8 | 9 | 10 | VE |
|                    | Svájc (Ott)              | 4 | 1 | 0 | 0 | 1 | 1 | 0 | 1 | 0 | X  | 8  |
| 1. end utolsó köve | Oroszország (Privivkova) | 0 | 0 | 1 | 1 | 0 | 0 | 2 | 0 | 1 | X  | 5  |

- február 20., 14:00

| Sheet A            | Sheet A                  | 1 | 2 | 3 | 4 | 5 | 6 | 7 | 8 | 9 | 10 | VE |
|                    | Svédország (Norberg)     | 0 | 0 | 0 | 0 | 0 | 1 | 0 | X | X | X  | 1  |
| 1. end utolsó köve | Oroszország (Privivkova) | 0 | 1 | 3 | 1 | 2 | 0 | 3 | X | X | X  | 10 |

- február 21., 9:00

| Sheet D            | Sheet D                  | 1 | 2 | 3 | 4 | 5 | 6 | 7 | 8 | 9 | 10 | 11 | VE |
|                    | Oroszország (Privivkova) | 0 | 0 | 0 | 3 | 3 | 0 | 0 | 2 | 0 | 1  | 0  | 9  |
| 1. end utolsó köve | Japán (Meguro)           | 0 | 0 | 0 | 0 | 3 | 3 | 0 | 3 | 0 | 0  | 3  | 12 |

- február 22., 14:00

| Sheet A            | Sheet A                  | 1 | 2 | 3 | 4 | 5 | 6 | 7 | 8 | 9 | 10 | VE |
|                    | Oroszország (Privivkova) | 0 | 0 | 3 | 0 | 1 | 0 | 1 | 1 | 1 | X  | 7  |
| 1. end utolsó köve | Kína (Wang)              | 1 | 0 | 0 | 1 | 0 | 2 | 0 | 0 | 0 | X  | 4  |

- február 23., 19:00

| Sheet B            | Sheet B                  | 1 | 2 | 3 | 4 | 5 | 6 | 7 | 8 | 9 | 10 | VE |
|                    | Kanada (Bernard)         | 0 | 0 | 0 | 1 | 0 | 4 | 0 | 1 | 1 | X  | 7  |
| 1. end utolsó köve | Oroszország (Privivkova) | 0 | 1 | 0 | 0 | 1 | 0 | 1 | 0 | 0 | X  | 3  |

| Csapat      | Helyezés |
| ----------- | -------- |
| Oroszország | 8.       |

## Északi összetett
| Versenyző             | Versenyszám        | Síugrás | Síugrás | Síugrás    | Sífutás | Sífutás | Összesítés | Összesítés |
| Versenyző             | Versenyszám        | Pont    | Hely.   | Időhátrány | Idő     | Hely.   | Idő        | Helyezés   |
| --------------------- | ------------------ | ------- | ------- | ---------- | ------- | ------- | ---------- | ---------- |
| Szergej Maszlennyikov | Normálsánc + 10 km | 111,5   | 32.     | +1:36      | 27:53,3 | 45.     | 29:29,3    | 42.        |
| Szergej Maszlennyikov | Nagysánc + 10 km   | 101,2   | 21.*    | +1:43      | 27:42,7 | 44.     | 29:25,7    | 36.        |
| Nyijaz Nabejev        | Nagysánc + 10 km   | 95,3    | 26.     | +2:07      | 28:35,6 | 45.     | 30:42,6    | 43.        |

* - egy másik versenyzővel azonos eredményt ért el

## Gyorskorcsolya
Férfi
| Versenyző            | Versenyszám | 1. futam | 1. futam | 2. futam | 2. futam | Eredmény | Helyezés |
| Versenyző            | Versenyszám | Idő      | Hely.    | Idő      | Hely.    | Eredmény | Helyezés |
| -------------------- | ----------- | -------- | -------- | -------- | -------- | -------- | -------- |
| Jevgenyij Lalenkov   | 500 m       | 36,420   | 36.      | 36,614   | 37.      | 73,034   | 36.      |
| Jevgenyij Lalenkov   | 1000 m      |          |          |          |          | 1:10,14  | 11.      |
| Jevgenyij Lalenkov   | 1500 m      |          |          |          |          | 1:47,06  | 11.      |
| Alekszandr Lebegyev  | 500 m       | 36,144   | 30.      | 36,276   | 33.      | 72,420   | 32.      |
| Alekszandr Lebegyev  | 1000 m      |          |          |          |          | 1:12,78  | 38.      |
| Alekszandr Lebegyev  | 1500 m      |          |          |          |          | 1:52,09  | 36.      |
| Dmitrij Lobkov       | 500 m       | 35,133   | 8.       | 35,335   | 15.      | 70,468   | 14.      |
| Dmitrij Lobkov       | 1000 m      |          |          |          |          | 1:10,795 | 21.      |
| Alekszandr Rumjancev | 5000 m      |          |          |          |          | kizárták | kizárták |
| Alekszandr Rumjancev | 10 000 m    |          |          |          |          | 13:45,77 | 13.      |
| Ivan Szkobrev        | 1500 m      |          |          |          |          | 1:46,42  | 4.       |
| Ivan Szkobrev        | 5000 m      |          |          |          |          | 6:18,05  |          |
| Ivan Szkobrev        | 10 000 m    |          |          |          |          | 13:02,07 |          |
| Tyimofej Szkopin     | 500 m       | 36,482   | 37.      | 36,465   | 35.      | 72,947   | 35.      |
| Alekszej Jeszin      | 1000 m      |          |          |          |          | 1:10,797 | 22.      |
| Alekszej Jeszin      | 1500 m      |          |          |          |          | 1:48,65  | 21.      |

Női
| Versenyző            | Versenyszám | 1. futam | 1. futam | 2. futam | 2. futam | Eredmény | Helyezés |
| Versenyző            | Versenyszám | Idő      | Hely.    | Idő      | Hely.    | Eredmény | Helyezés |
| -------------------- | ----------- | -------- | -------- | -------- | -------- | -------- | -------- |
| Jekatyerina Abramova | 1500 m      |          |          |          |          | 2:03,19  | 32.      |
| Olga Fatkulina       | 500 m       | 39,359   | 24.      | 39,077   | 21.      | 78,436   | 20.      |
| Olga Fatkulina       | 1000 m      |          |          |          |          | 1:18,13  | 20.      |
| Szvetlana Kajkan     | 500 m       | 39,422   | 27.      | 39,210   | 23.      | 78,632   | 22.      |
| Galina Lihacsova     | 3000 m      |          |          |          |          | 4:17,63  | 20.      |
| Jekatyerina Lobiseva | 1000 m      |          |          |          |          | 1:18,785 | 28.      |
| Jekatyerina Lobiseva | 1500 m      |          |          |          |          | 1:59,01  | 11.      |
| Jekatyerina Maliseva | 500 m       | 39,782   | 32.      | 38,947   | 18.      | 78,729   | 24.      |
| Jekatyerina Maliseva | 1000 m      |          |          |          |          | 1:18,56  | 27.      |
| Julija Nyemaja       | 500 m       | 38,594   | 7.       | kizárták | kizárták | kiesett  | kiesett  |
| Alla Sabanova        | 1500 m      |          |          |          |          | 1:59,35  | 12.      |
| Jekatyerina Sihova   | 1000 m      |          |          |          |          | 1:17,46  | 11.      |
| Jekatyerina Sihova   | 1500 m      |          |          |          |          | 1:58,54  | 8.       |
| Szvetlana Viszokova  | 3000 m      |          |          |          |          | 4:16,91  | 18.      |
| Szvetlana Viszokova  | 5000 m      |          |          |          |          | 7:23,33  | 13.      |

Csapatverseny
| Versenyző                                                              | Versenyszám | Negyeddöntő                                                                                     | Negyeddöntő | Elődöntő     | Elődöntő  | Döntő | Döntő                                                           | Döntő     | Helyezés |
| Versenyző                                                              | Versenyszám | Ellenfél Idő                                                                                    | Saját idő   | Ellenfél Idő | Saját idő | Típus | Ellenfél Idő                                                    | Saját idő | Helyezés |
| ---------------------------------------------------------------------- | ----------- | ----------------------------------------------------------------------------------------------- | ----------- | ------------ | --------- | ----- | --------------------------------------------------------------- | --------- | -------- |
| Galina Lihacsova Jekatyerina Lobiseva Alla Sabanova Jekatyerina Sihova | Női         | Lengyelország (POL) · Katarzyna Bachleda-Curuś · Luiza Złotkowska · Katarzyna Woźniak · 3:02,90 | 3:04,86     |              |           | D     | Dél-Korea (KOR) · I Csujon · No Szonjong · Pak Tojong · 3:06,96 | 3:06,47   | 7.       |

## Jégkorong

### Férfi
| Orosz nemzeti férfi jégkorongcsapat-játékoskeret | Orosz nemzeti férfi jégkorongcsapat-játékoskeret | Orosz nemzeti férfi jégkorongcsapat-játékoskeret | Orosz nemzeti férfi jégkorongcsapat-játékoskeret | Orosz nemzeti férfi jégkorongcsapat-játékoskeret | Orosz nemzeti férfi jégkorongcsapat-játékoskeret | Orosz nemzeti férfi jégkorongcsapat-játékoskeret |
| #                                                | Név                                              | Poszt                                            | Magasság                                         | Súly                                             | Kor                                              | Klub                                             |
| ------------------------------------------------ | ------------------------------------------------ | ------------------------------------------------ | ------------------------------------------------ | ------------------------------------------------ | ------------------------------------------------ | ------------------------------------------------ |
| 20                                               | Jevgenyij Nabokov                                | K                                                | 183 cm                                           | 91 kg                                            | 1975. július 25. (34 évesen)                     | San Jose Sharks                                  |
| 30                                               | Ilja Brizgalov                                   | K                                                | 191 cm                                           | 90 kg                                            | 1980. június 22. (29 évesen)                     | Phoenix Coyotes                                  |
| 40                                               | Szemjon Varlamov                                 | K                                                | 191 cm                                           | 96 kg                                            | 1988. április 27. (21 évesen)                    | Washington Capitals                              |
| 5                                                | Ilja Nyikulin                                    | V                                                | 191 cm                                           | 100 kg                                           | 1982. március 12. (27 évesen)                    | Ak Barsz Kazány                                  |
| 6                                                | Anton Volcsenkov                                 | V                                                | 185 cm                                           | 107 kg                                           | 1982. február 15. (28 évesen)                    | Ottawa Senators                                  |
| 7                                                | Dmitrij Kalinyin                                 | V                                                | 191 cm                                           | 93 kg                                            | 1980. július 22. (29 évesen)                     | Szalavat Julajev Ufa                             |
| 37                                               | Gyenisz Grebeskov                                | V                                                | 185 cm                                           | 88 kg                                            | 1983. október 11. (26 évesen)                    | Edmonton Oilers                                  |
| 55                                               | Szergej Goncsar                                  | V                                                | 188 cm                                           | 98 kg                                            | 1974. április 13. (35 évesen)                    | Pittsburgh Penguins                              |
| 22                                               | Konsztantyin Kornyejev                           | V                                                | 180 cm                                           | 82 kg                                            | 1984. június 5. (25 évesen)                      | CSZKA Moszkva                                    |
| 51                                               | Fjodor Tyutyin                                   | V                                                | 188 cm                                           | 95 kg                                            | 1983. július 19. (26 évesen)                     | Columbus Blue Jackets                            |
| 79                                               | Andrej Markov                                    | V                                                | 183 cm                                           | 92 kg                                            | 1978. december 20. (31 évesen)                   | Montréal Canadiens                               |
| 8                                                | Alekszandr Ovecskin A                            | T                                                | 188 cm                                           | 108 kg                                           | 1985. szeptember 17. (24 évesen)                 | Washington Capitals                              |
| 11                                               | Jevgenyij Malkin                                 | T                                                | 191 cm                                           | 88 kg                                            | 1986. július 31. (23 évesen)                     | Pittsburgh Penguins                              |
| 13                                               | Pavel Dacjuk                                     | T                                                | 180 cm                                           | 88 kg                                            | 1978. július 20. (31 évesen)                     | Detroit Red Wings                                |
| 25                                               | Danisz Zaripov                                   | T                                                | 185 cm                                           | 84 kg                                            | 1981. március 26. (28 évesen)                    | Ak Barsz Kazány                                  |
| 28                                               | Alekszandr Szjomin                               | T                                                | 188 cm                                           | 93 kg                                            | 1984. március 3. (25 évesen)                     | Washington Capitals                              |
| 29                                               | Szergej Fjodorov                                 | T                                                | 188 cm                                           | 93 kg                                            | 1969. december 13. (40 évesen)                   | Metallurg Magnyitogorszk                         |
| 42                                               | Szergej Zinovjev                                 | T                                                | 178 cm                                           | 81 kg                                            | 1980. március 4. (29 évesen)                     | Szalavat Julajev Ufa                             |
| 47                                               | Alekszandr Radulov                               | T                                                | 185 cm                                           | 85 kg                                            | 1986. július 5. (23 évesen)                      | Szalavat Julajev Ufa                             |
| 52                                               | Viktor Kozlov                                    | T                                                | 196 cm                                           | 107 kg                                           | 1975. február 14. (35 évesen)                    | Szalavat Julajev Ufa                             |
| 61                                               | Makszim Afinogenov                               | T                                                | 183 cm                                           | 86 kg                                            | 1979. szeptember 4. (30 évesen)                  | Atlanta Thrashers                                |
| 71                                               | Ilja Kovalcsuk A                                 | T                                                | 187 cm                                           | 107 kg                                           | 1983. április 15. (26 évesen)                    | New Jersey Devils                                |
| 95                                               | Alekszej Morozov C                               | T                                                | 188 cm                                           | 89 kg                                            | 1977. február 16. (33 évesen)                    | Ak Barsz Kazány                                  |
| Vezetőedző: Vjacseszlav Bikov                    | Vezetőedző: Vjacseszlav Bikov                    | Vezetőedző: Vjacseszlav Bikov                    | Vezetőedző: Vjacseszlav Bikov                    | Vezetőedző: Vjacseszlav Bikov                    | 1960. július 24. (49 évesen)                     | 1960. július 24. (49 évesen)                     |

- Posztok rövidítései: K – Kapus, V – Védő, T – Támadó
- Kor: 2010. február 16-i kora

#### Eredmények
Csoportkör
B csoport
| Csapat            | M | Gy | HGy | HV | V | G+ | G- | Gk  | P |
| ----------------- | - | -- | --- | -- | - | -- | -- | --- | - |
| Oroszország (RUS) | 3 | 2  | 0   | 1  | 0 | 13 | 6  | +7  | 7 |
| Csehország (CZE)  | 3 | 2  | 0   | 0  | 1 | 10 | 7  | +3  | 6 |
| Szlovákia (SVK)   | 3 | 1  | 1   | 0  | 1 | 9  | 4  | +5  | 5 |
| Lettország (LAT)  | 3 | 0  | 0   | 0  | 3 | 4  | 19 | –15 | 0 |

| 2010. február 16. 21:00 | Oroszország (RUS) | 8–2 (3–0, 1–0, 4–2) | Lettország (LAT) | Canada Hockey Place, Vancouver Nézőszám: 16 862 |

| Jegyzőkönyv | Jegyzőkönyv       | Jegyzőkönyv                           | Jegyzőkönyv      | Jegyzőkönyv                                  |
| --- | ----------------- | ------------------------------------- | ---------------- | -------------------------------------------- |
| | Jevgenyij Nabokov | Kapusok                               | Edgars Masaļskis | Játékvezetők: Dennis LaRue Marcus Vinnerborg |
| \| Zaripov (Fjodorov, Nyikulin) – 02:38 \| 1–0 \| \| \| Radulov (Fjodorov, Kalinyin) – 07:46 \| 2–0 \| \| \| Ovecskin (Szjomin) – 19:25 \| 3–0 \| \| \| Malkin (Afinogenov, Kovalcsuk) (PP) – 38:18 \| 4–0 \| \| \| \| 4–1 \| 40:33 – Vasiļjevs (Ņiživijs, Cipulis) \| \| Ovecskin (Dacjuk) – 40:59 \| 5–1 \| \| \| Zaripov (Zinovjev) – 41:30 \| 6–1 \| \| \| Kovalcsuk (Malkin, Tyutyin) – 43:04 \| 7–1 \| \| \| \| 7–2 \| 43:35 – Ankipāns (Sprukts, Karsums) \| \| Morozov (Markov) – 58:57 \| 8–2 \| \| |                   |                                       |                  | Játékvezetők: Dennis LaRue Marcus Vinnerborg |
| 10 perc | Büntetések        | 16 perc                               |                  | Játékvezetők: Dennis LaRue Marcus Vinnerborg |
| 45 | Lövések           | 20                                    |                  | Játékvezetők: Dennis LaRue Marcus Vinnerborg |
| Zaripov (Fjodorov, Nyikulin) – 02:38 | 1–0               |                                       |                  | Játékvezetők: Dennis LaRue Marcus Vinnerborg |
| Radulov (Fjodorov, Kalinyin) – 07:46 | 2–0               |                                       |                  | Játékvezetők: Dennis LaRue Marcus Vinnerborg |
| Ovecskin (Szjomin) – 19:25 | 3–0               |                                       |                  | Játékvezetők: Dennis LaRue Marcus Vinnerborg |
| Malkin (Afinogenov, Kovalcsuk) (PP) – 38:18 | 4–0               |                                       |                  |                                              |
| | 4–1               | 40:33 – Vasiļjevs (Ņiživijs, Cipulis) |                  |                                              |
| Ovecskin (Dacjuk) – 40:59 | 5–1               |                                       |                  |                                              |
| Zaripov (Zinovjev) – 41:30 | 6–1               |                                       |                  |                                              |
| Kovalcsuk (Malkin, Tyutyin) – 43:04 | 7–1               |                                       |                  |                                              |
| | 7–2               | 43:35 – Ankipāns (Sprukts, Karsums)   |                  |                                              |
| Morozov (Markov) – 58:57 | 8–2               |                                       |                  |                                              |

| 2010. február 18. 21:00 | Szlovákia (SVK) | 2–1 (sz.) (0–0, 0–1, 1–0) (h.u.: 0–0) (sz.: 1–0) | Oroszország (RUS) | Canada Hockey Place, Vancouver Nézőszám: 17 202 |

| Jegyzőkönyv                                                                                                   | Jegyzőkönyv    | Jegyzőkönyv                                                | Jegyzőkönyv    | Jegyzőkönyv                               |
| --- | -------------- | ---------------------------------------------------------- | -------------- | ----------------------------------------- |
| | Jaroslav Halák | Kapusok                                                    | Ilja Brizgalov | Játékvezetők: Danny Kurmann Bill McCreary |
| \| \| 0–1 \| 25:32 – Morozov (Markov, Zinovjev) \| \| Mari. Hossa (Demitra, Marc. Hossa) – 49:48 \| 1–1 \| \| |                |                                                            |                | Játékvezetők: Danny Kurmann Bill McCreary |
| Stümpel Demitra Mari. Hossa Stümpel Handzuš Gáborík Demitra                                                   | Szétlövés      | Morozov Ovecskin Dacjuk Ovecskin Kovalcsuk Ovecskin Malkin |                | Játékvezetők: Danny Kurmann Bill McCreary |
| 10 perc | Büntetések     | 6 perc                                                     |                | Játékvezetők: Danny Kurmann Bill McCreary |
| 32 | Lövések        | 37                                                         |                | Játékvezetők: Danny Kurmann Bill McCreary |
| | 0–1            | 25:32 – Morozov (Markov, Zinovjev)                         |                | Játékvezetők: Danny Kurmann Bill McCreary |
| Mari. Hossa (Demitra, Marc. Hossa) – 49:48                                                                    | 1–1            |                                                            |                | Játékvezetők: Danny Kurmann Bill McCreary |

| 2010. február 21. 12:00 | Oroszország (RUS) | 4–2 (1–1, 1–0, 2–1) | Csehország (CZE) | Canada Hockey Place, Vancouver Nézőszám: 17 114 |

| Jegyzőkönyv | Jegyzőkönyv       | Jegyzőkönyv                             | Jegyzőkönyv  | Jegyzőkönyv                               |
| --- | ----------------- | --------------------------------------- | ------------ | ----------------------------------------- |
| | Jevgenyij Nabokov | Kapusok                                 | Tomáš Vokoun | Játékvezetők: Dan O’Halloran Guy Pellerin |
| \| Malkin (Dacjuk, Ovecskin) (PP) – 15:13 \| 1–0 \| \| \| \| 1–1 \| 19:06 – Plekanec (Eliáš, Kaberle) (PP2) \| \| Kozlov (Radulov, Fjodorov) – 34:34 \| 2–1 \| \| \| Malkin (Szjomin, Tyutyin) – 41:49 \| 3–1 \| \| \| \| 3–2 \| 54:51 – M. Michálek (Židlický, Blaťák) \| \| Dacjuk (Malkin, Ovecskin) (EN) – 59:47 \| 4–2 \| \| |                   |                                         |              | Játékvezetők: Dan O’Halloran Guy Pellerin |
| 12 perc | Büntetések        | 6 perc                                  |              | Játékvezetők: Dan O’Halloran Guy Pellerin |
| 31 | Lövések           | 25                                      |              | Játékvezetők: Dan O’Halloran Guy Pellerin |
| Malkin (Dacjuk, Ovecskin) (PP) – 15:13 | 1–0               |                                         |              | Játékvezetők: Dan O’Halloran Guy Pellerin |
| | 1–1               | 19:06 – Plekanec (Eliáš, Kaberle) (PP2) |              | Játékvezetők: Dan O’Halloran Guy Pellerin |
| Kozlov (Radulov, Fjodorov) – 34:34 | 2–1               |                                         |              | Játékvezetők: Dan O’Halloran Guy Pellerin |
| Malkin (Szjomin, Tyutyin) – 41:49 | 3–1               |                                         |              |                                           |
| | 3–2               | 54:51 – M. Michálek (Židlický, Blaťák)  |              |                                           |
| Dacjuk (Malkin, Ovecskin) (EN) – 59:47 | 4–2               |                                         |              |                                           |

Negyeddöntő
| 2010. február 24. 16:30 | Oroszország (RUS) | 3–7 (1–4, 2–3, 0–0) | Kanada (CAN) | Canada Hockey Place, Vancouver Nézőszám: 17 740 |

| Jegyzőkönyv | Jegyzőkönyv                                            | Jegyzőkönyv                           | Jegyzőkönyv    | Jegyzőkönyv                                  |
| --- | ------------------------------------------------------ | ------------------------------------- | -------------- | -------------------------------------------- |
| | Jevgenyij Nabokov (le 24:07) Ilja Brizgalov (be 24:07) | Kapusok                               | Roberto Luongo | Játékvezetők: Dennis LaRue Marcus Vinnerborg |
| \| \| 0–1 \| 02:21 – Getzlaf (Boyle, Pronger) \| \| \| 0–2 \| 12:09 – Boyle (Heatley, Marleau) (PP) \| \| \| 0–3 \| 12:55 – Nash (Toews, Richards) \| \| Kalinyin (Volcsenkov, Fjodorov) – 14:39 \| 1–3 \| \| \| \| 1–4 \| 18:18 – Morrow (Boyle, Keith) \| \| \| 1–5 \| 23:10 – Perry (Getzlaf, Keith) \| \| \| 1–6 \| 24:07 – Weber (Toews, Iginla) \| \| Afinogenov (Kovalcsuk, Grebeskov) – 24:46 \| 2–6 \| \| \| \| 2–7 \| 29:51 – Perry (Staal, Getzlaf) \| \| Goncsar (Malkin) (PP) – 31:40 \| 3–7 \| \| |                                                        |                                       |                | Játékvezetők: Dennis LaRue Marcus Vinnerborg |
| 10 perc | Büntetések                                             | 10 perc                               |                | Játékvezetők: Dennis LaRue Marcus Vinnerborg |
| 28 | Lövések                                                | 42                                    |                | Játékvezetők: Dennis LaRue Marcus Vinnerborg |
| | 0–1                                                    | 02:21 – Getzlaf (Boyle, Pronger)      |                | Játékvezetők: Dennis LaRue Marcus Vinnerborg |
| | 0–2                                                    | 12:09 – Boyle (Heatley, Marleau) (PP) |                | Játékvezetők: Dennis LaRue Marcus Vinnerborg |
| | 0–3                                                    | 12:55 – Nash (Toews, Richards)        |                | Játékvezetők: Dennis LaRue Marcus Vinnerborg |
| Kalinyin (Volcsenkov, Fjodorov) – 14:39 | 1–3                                                    |                                       |                |                                              |
| | 1–4                                                    | 18:18 – Morrow (Boyle, Keith)         |                |                                              |
| | 1–5                                                    | 23:10 – Perry (Getzlaf, Keith)        |                |                                              |
| | 1–6                                                    | 24:07 – Weber (Toews, Iginla)         |                |                                              |
| Afinogenov (Kovalcsuk, Grebeskov) – 24:46 | 2–6                                                    |                                       |                |                                              |
| | 2–7                                                    | 29:51 – Perry (Staal, Getzlaf)        |                |                                              |
| Goncsar (Malkin) (PP) – 31:40 | 3–7                                                    |                                       |                |                                              |

| Csapat            | Helyezés |
| ----------------- | -------- |
| Oroszország (RUS) | 6.       |

### Női
| Orosz nemzeti női jégkorongcsapat-játékoskeret | Orosz nemzeti női jégkorongcsapat-játékoskeret | Orosz nemzeti női jégkorongcsapat-játékoskeret | Orosz nemzeti női jégkorongcsapat-játékoskeret | Orosz nemzeti női jégkorongcsapat-játékoskeret | Orosz nemzeti női jégkorongcsapat-játékoskeret | Orosz nemzeti női jégkorongcsapat-játékoskeret |
| #                                              | Név                                            | Poszt                                          | Magasság                                       | Súly                                           | Kor                                            | Klub                                           |
| ---------------------------------------------- | ---------------------------------------------- | ---------------------------------------------- | ---------------------------------------------- | ---------------------------------------------- | ---------------------------------------------- | ---------------------------------------------- |
| 1                                              | Anna Prugova                                   | K                                              | 174 cm                                         | 56 kg                                          | 1993. november 20. (16 évesen)                 | Tornado Dmitrov                                |
| 20                                             | Irina Gasennyikova                             | K                                              | 162 cm                                         | 70 kg                                          | 1975. május 11. (34 évesen)                    | Tornado Dmitrov                                |
| 30                                             | Marija Onolbajeva                              | K                                              | 177 cm                                         | 80 kg                                          | 1978. december 25. (31 évesen)                 | Fakel Cseljabinszk                             |
| 4                                              | Aljona Homics                                  | V                                              | 168 cm                                         | 55 kg                                          | 1981. február 26. (28 évesen)                  | SZKIF Nyizsnyij Novgorod                       |
| 13                                             | Krisztyina Petrovszkaja                        | V                                              | 170 cm                                         | 62 kg                                          | 1980. június 3. (29 évesen)                    | Tornado Dmitrov                                |
| 15                                             | Olga Permjakova A                              | V                                              | 171 cm                                         | 64 kg                                          | 1982. április 12. (27 évesen)                  | Tornado Dmitrov                                |
| 26                                             | Zoja Polunyina                                 | V                                              | 170 cm                                         | 65 kg                                          | 1991. június 12. (18 évesen)                   | Tornado Dmitrov                                |
| 34                                             | Szvetlana Tkacsova                             | V                                              | 168 cm                                         | 72 kg                                          | 1984. november 3. (25 évesen)                  | SZKIF Nyizsnyij Novgorod                       |
| 44                                             | Alekszandra Kapusztyina                        | V                                              | 166 cm                                         | 74 kg                                          | 1978. december 25. (31 évesen)                 | SZKIF Nyizsnyij Novgorod                       |
| 95                                             | Inna Gyubanok                                  | V                                              | 170 cm                                         | 70 kg                                          | 1990. február 20. (19 évesen)                  | Tornado Dmitrov                                |
| 7                                              | Olga Szoszina                                  | T                                              | 160 cm                                         | 66 kg                                          | 1992. július 27. (17 évesen)                   | SZKIF Nyizsnyij Novgorod                       |
| 8                                              | Ija Gavrilova A                                | T                                              | 173 cm                                         | 61 kg                                          | 1987. szeptember 3. (22 évesen)                | Tornado Dmitrov                                |
| 9                                              | Alekszandra Vafina                             | T                                              | 168 cm                                         | 57 kg                                          | 1990. július 28. (19 évesen)                   | Fakel Cseljabinszk                             |
| 11                                             | Marina Szergina                                | T                                              | 168 cm                                         | 68 kg                                          | 1986. március 2. (23 évesen)                   | Tornado Dmitrov                                |
| 17                                             | Jekatyerina Szmolenceva C                      | T                                              | 176 cm                                         | 65 kg                                          | 1981. szeptember 15. (28 évesen)               | Tornado Dmitrov                                |
| 22                                             | Julija Gyeulina                                | T                                              | 173 cm                                         | 62 kg                                          | 1984. április 14. (25 évesen)                  | SZKIF Nyizsnyij Novgorod                       |
| 23                                             | Tatyjana Burina                                | T                                              | 163 cm                                         | 70 kg                                          | 1980. március 20. (29 évesen)                  | Tornado Dmitrov                                |
| 25                                             | Jekatyerina Lebegyeva                          | T                                              | 165 cm                                         | 75 kg                                          | 1989. szeptember 14. (20 évesen)               | Dinamo Jekatyerinburg                          |
| 28                                             | Szvetlana Tyerentyjeva                         | T                                              | 163 cm                                         | 69 kg                                          | 1983. szeptember 25. (26 évesen)               | SZKIF Nyizsnyij Novgorod                       |
| 29                                             | Tatyjana Szotnyikova                           | T                                              | 166 cm                                         | 59 kg                                          | 1981. január 20. (29 évesen)                   | SZKIF Nyizsnyij Novgorod                       |
| 91                                             | Jekatyerina Ananyina                           | T                                              | 172 cm                                         | 62 kg                                          | 1991. június 13. (18 évesen)                   | Szpartak-Merkury Jekatyerinburg                |
| Vezetőedző: Valentyin Gurejev                  | Vezetőedző: Valentyin Gurejev                  | Vezetőedző: Valentyin Gurejev                  | Vezetőedző: Valentyin Gurejev                  | Vezetőedző: Valentyin Gurejev                  | 1946. március 12. (63 évesen)                  | 1946. március 12. (63 évesen)                  |

- Posztok rövidítései: K – Kapus, V – Védő, T – Támadó
- Kor: 2010. február 16-i kora

#### Eredmények
Csoportkör
B csoport
| Csapat                 | M | Gy | HGy | HV | V | G+ | G- | Gk  | P |
| ---------------------- | - | -- | --- | -- | - | -- | -- | --- | - |
| Egyesült Államok (USA) | 3 | 3  | 0   | 0  | 0 | 31 | 1  | +30 | 9 |
| Finnország (FIN)       | 3 | 2  | 0   | 0  | 1 | 7  | 8  | –1  | 6 |
| Oroszország (RUS)      | 3 | 1  | 0   | 0  | 2 | 3  | 19 | –16 | 3 |
| Kína (CHN)             | 3 | 0  | 0   | 0  | 3 | 3  | 16 | –13 | 0 |

| 2010. február 14. 16:30 | Finnország (FIN) | 5–1 (1–1, 2–0, 2–0) | Oroszország (RUS) | UBC Winter Sports Centre, Vancouver Nézőszám: 5275 |

| Jegyzőkönyv | Jegyzőkönyv | Jegyzőkönyv                  | Jegyzőkönyv        | Jegyzőkönyv                 |
| --- | ----------- | ---------------------------- | ------------------ | --------------------------- |
| | Noora Räty  | Kapusok                      | Irina Gasennyikova | Játékvezető: Mary Anne Gage |
| \| \| 0–1 \| 06:11 – Vafina (Burina) (PP) \| \| Sirviö (Saarinen, Välimäki) (PP2) – 09:30 \| 1–1 \| \| \| Voutilainen (Rantamäki) – 23:59 \| 2–1 \| \| \| Hovi (Hiirikoski) – 37:36 \| 3–1 \| \| \| Tikkinen (S. Tuominen, Karvinen) – 42:25 \| 4–1 \| \| \| Tikkinen (Pelttari, Karvinen) – 49:32 \| 5–1 \| \| |             |                              |                    | Játékvezető: Mary Anne Gage |
| 14 perc | Büntetések  | 12 perc                      |                    | Játékvezető: Mary Anne Gage |
| 34 | Lövések     | 14                           |                    | Játékvezető: Mary Anne Gage |
| | 0–1         | 06:11 – Vafina (Burina) (PP) |                    | Játékvezető: Mary Anne Gage |
| Sirviö (Saarinen, Välimäki) (PP2) – 09:30 | 1–1         |                              |                    | Játékvezető: Mary Anne Gage |
| Voutilainen (Rantamäki) – 23:59 | 2–1         |                              |                    | Játékvezető: Mary Anne Gage |
| Hovi (Hiirikoski) – 37:36 | 3–1         |                              |                    |                             |
| Tikkinen (S. Tuominen, Karvinen) – 42:25 | 4–1         |                              |                    |                             |
| Tikkinen (Pelttari, Karvinen) – 49:32 | 5–1         |                              |                    |                             |

| 2010. február 16. 14:30 | Oroszország (RUS) | 0–13 (0–5, 0–7, 0–1) | Egyesült Államok (USA) | UBC Winter Sports Centre, Vancouver Nézőszám: 5365 |

| Jegyzőkönyv | Jegyzőkönyv                                          | Jegyzőkönyv                                | Jegyzőkönyv   | Jegyzőkönyv                  |
| --- | ---------------------------------------------------- | ------------------------------------------ | ------------- | ---------------------------- |
| | Anna Prugova (le 31:00) Marija Onolbajeva (be 31:00) | Kapusok                                    | Jessie Vetter | Játékvezető: Nicole Hertrich |
| \| \| 0–1 \| 02:19 – M. Lamoureux (J. Lamoureux, Stack) \| \| \| 0–2 \| 05:48 – Potter (Knight) (SH) \| \| \| 0–3 \| 09:54 – Thatcher (Potter, Knight) \| \| \| 0–4 \| 12:57 – Cahow (Stack, Darwitz) (PP) \| \| \| 0–5 \| 15:56 – Potter (Knight) (PP) \| \| \| 0–6 \| 20:34 – Ruggiero (Chu, Darwitz) (PP) \| \| \| 0–7 \| 23:16 – Stack (M. Lamoureux) (PP) \| \| \| 0–8 \| 26:01 – J. Lamoureux (Darwitz) \| \| \| 0–9 \| 27:50 – Darwitz (Cahow) (PP) \| \| \| 0–10 \| 31:00 – Darwitz (Knight) (SH) \| \| \| 0–11 \| 31:46 – Potter (Thatcher, Bellamy) \| \| \| 0–12 \| 33:32 – Engstrom (Chesson) (PP) \| \| \| 0–13 \| 41:05 – Chesson (Stack) (PP) \| |                                                      |                                            |               | Játékvezető: Nicole Hertrich |
| 16 perc | Büntetések                                           | 10 perc                                    |               | Játékvezető: Nicole Hertrich |
| 7 | Lövések                                              | 34                                         |               | Játékvezető: Nicole Hertrich |
| | 0–1                                                  | 02:19 – M. Lamoureux (J. Lamoureux, Stack) |               | Játékvezető: Nicole Hertrich |
| | 0–2                                                  | 05:48 – Potter (Knight) (SH)               |               | Játékvezető: Nicole Hertrich |
| | 0–3                                                  | 09:54 – Thatcher (Potter, Knight)          |               | Játékvezető: Nicole Hertrich |
| | 0–4                                                  | 12:57 – Cahow (Stack, Darwitz) (PP)        |               |                              |
| | 0–5                                                  | 15:56 – Potter (Knight) (PP)               |               |                              |
| | 0–6                                                  | 20:34 – Ruggiero (Chu, Darwitz) (PP)       |               |                              |
| | 0–7                                                  | 23:16 – Stack (M. Lamoureux) (PP)          |               |                              |
| | 0–8                                                  | 26:01 – J. Lamoureux (Darwitz)             |               |                              |
| | 0–9                                                  | 27:50 – Darwitz (Cahow) (PP)               |               |                              |
| | 0–10                                                 | 31:00 – Darwitz (Knight) (SH)              |               |                              |
| | 0–11                                                 | 31:46 – Potter (Thatcher, Bellamy)         |               |                              |
| | 0–12                                                 | 33:32 – Engstrom (Chesson) (PP)            |               |                              |
| | 0–13                                                 | 41:05 – Chesson (Stack) (PP)               |               |                              |

| 2010. február 18. 19:00 | Kína (CHN) | 1–2 (0–0, 1–2, 0–0) | Oroszország (RUS) | UBC Winter Sports Centre, Vancouver Nézőszám: 5391 |

| Jegyzőkönyv | Jegyzőkönyv | Jegyzőkönyv                                | Jegyzőkönyv        | Jegyzőkönyv                 |
| --- | ----------- | ------------------------------------------ | ------------------ | --------------------------- |
| | Si Jao      | Kapusok                                    | Irina Gasennyikova | Játékvezető: Mary Anne Gage |
| \| \| 0–1 \| 24:23 – Szmolenceva (Kapusztyina, Homics) \| \| \| 0–2 \| 36:02 – Szergina (Burina, Permjakova) (PP) \| \| Csin (Szun) – 37:38 \| 1–2 \| \| |             |                                            |                    | Játékvezető: Mary Anne Gage |
| 4 perc | Büntetések  | 12 perc                                    |                    | Játékvezető: Mary Anne Gage |
| 22 | Lövések     | 39                                         |                    | Játékvezető: Mary Anne Gage |
| | 0–1         | 24:23 – Szmolenceva (Kapusztyina, Homics)  |                    | Játékvezető: Mary Anne Gage |
| | 0–2         | 36:02 – Szergina (Burina, Permjakova) (PP) |                    | Játékvezető: Mary Anne Gage |
| Csin (Szun) – 37:38 | 1–2         |                                            |                    | Játékvezető: Mary Anne Gage |

Az 5–8. helyért
| 2010. február 20. 19:00 | Oroszország (RUS) | 4–2 (2–0, 1–1, 1–1) | Szlovákia (SVK) | UBC Winter Sports Centre, Vancouver Nézőszám: 5488 |

| Jegyzőkönyv | Jegyzőkönyv        | Jegyzőkönyv                         | Jegyzőkönyv      | Jegyzőkönyv            |
| --- | ------------------ | ----------------------------------- | ---------------- | ---------------------- |
| | Irina Gashennikova | Kapusok                             | Zuzana Tomčíková | Játékvezető: Aina Høve |
| \| Szotnyikova (Lebegyeva) – 07:34 \| 1–0 \| \| \| Gavrilova (Szergina, Szmolenceva) (PP) – 18:16 \| 2–0 \| \| \| \| 2–1 \| 23:24 – Pravlíková (Veličková) (PP) \| \| Tyerentyjeva (Kapusztyina, Gyubanok) (SH) – 33:45 \| 3–1 \| \| \| \| 3–2 \| 40:31 – Kapustová (Veličková) \| \| Gavrilova – 50:26 \| 4–2 \| \| |                    |                                     |                  | Játékvezető: Aina Høve |
| 8 perc | Büntetések         | 8 perc                              |                  | Játékvezető: Aina Høve |
| 43 | Lövések            | 19                                  |                  | Játékvezető: Aina Høve |
| Szotnyikova (Lebegyeva) – 07:34 | 1–0                |                                     |                  | Játékvezető: Aina Høve |
| Gavrilova (Szergina, Szmolenceva) (PP) – 18:16 | 2–0                |                                     |                  | Játékvezető: Aina Høve |
| | 2–1                | 23:24 – Pravlíková (Veličková) (PP) |                  | Játékvezető: Aina Høve |
| Tyerentyjeva (Kapusztyina, Gyubanok) (SH) – 33:45 | 3–1                |                                     |                  |                        |
| | 3–2                | 40:31 – Kapustová (Veličková)       |                  |                        |
| Gavrilova – 50:26 | 4–2                |                                     |                  |                        |

Az 5. helyért
| 2010. február 22. 19:00 | Svájc (SUI) | 2–1 (sz.) (0–1, 1–0, 0–0) (h.u.: 0–0) (sz.: 1–0) | Oroszország (RUS) | UBC Winter Sports Centre, Vancouver Nézőszám: 5412 |

| Jegyzőkönyv | Jegyzőkönyv        | Jegyzőkönyv                                | Jegyzőkönyv        | Jegyzőkönyv              |
| --- | ------------------ | ------------------------------------------ | ------------------ | ------------------------ |
| | Florence Schelling | Kapusok                                    | Irina Gasennyikova | Játékvezető: Ulla Sipilä |
| \| \| 0–1 \| 09:05 – Burina (Szergina, Permjakova) (PP) \| \| S. Marty (Nussbaum, Meier) (PP) – 34:12 \| 1–1 \| \| |                    |                                            |                    | Játékvezető: Ulla Sipilä |
| Lehmann Bullo S. Marty                                                                                             | Szétlövés          | Szoszina Gavrilova Gyeulina                |                    | Játékvezető: Ulla Sipilä |
| 10 perc | Büntetések         | 16 perc                                    |                    | Játékvezető: Ulla Sipilä |
| 27 | Lövések            | 33                                         |                    | Játékvezető: Ulla Sipilä |
| | 0–1                | 09:05 – Burina (Szergina, Permjakova) (PP) |                    | Játékvezető: Ulla Sipilä |
| S. Marty (Nussbaum, Meier) (PP) – 34:12                                                                            | 1–1                |                                            |                    | Játékvezető: Ulla Sipilä |

| Csapat            | Helyezés |
| ----------------- | -------- |
| Oroszország (RUS) | 6.       |

## Műkorcsolya
| Versenyző                          | Versenyszám  | Rövid program | Rövid program | Kűr    | Kűr   | Összesítés | Összesítés |
| Versenyző                          | Versenyszám  | Pont          | Hely.         | Pont   | Hely. | Pont       | Helyezés   |
| ---------------------------------- | ------------ | ------------- | ------------- | ------ | ----- | ---------- | ---------- |
| Jevgenyij Pljuscsenko              | Férfi egyéni | 90,85         | 1.            | 165,51 | 2.    | 256,36     |            |
| Artyom Borodulin                   | Férfi egyéni | 72,24         | 13.           | 137,92 | 12.   | 210,16     | 13.        |
| Kszenyija Makarova                 | Női egyéni   | 59,22         | 12.           | 112,69 | 9.    | 171,91     | 10.        |
| Aljona Leonova                     | Női egyéni   | 62,14         | 8.            | 110,32 | 10.   | 172,46     | 9.         |
| Juko Kavagucsi Alekszandr Szmirnov | Páros        | 74,16         | 3.            | 120,61 | 7.    | 194,77     | 4.         |
| Marija Muhortova Makszim Tranykov  | Páros        | 63,44         | 8.            | 122,35 | 5.    | 185,79     | 7.         |
| Vera Bazarova Jurij Larionov       | Páros        | 56,54         | 12.           | 106,96 | 11.   | 163,50     | 11.        |

| Versenyző                             | Versenyszám | Kötelező tánc | Kötelező tánc | Eredeti (original) tánc | Eredeti (original) tánc | Kűr    | Kűr   | Összesítés | Összesítés |
| Versenyző                             | Versenyszám | Pont          | Hely.         | Pont                    | Hely.                   | Pont   | Hely. | Pont       | Helyezés   |
| ------------------------------------- | ----------- | ------------- | ------------- | ----------------------- | ----------------------- | ------ | ----- | ---------- | ---------- |
| Okszana Domnyina Makszim Sabalin      | Jégtánc     | 43,76         | 1.            | 62,84                   | 3.                      | 101,04 | 3.    | 207,64     |            |
| Jekatyerina Bobrova Dmitrij Szolovjov | Jégtánc     | 29,86         | 17.           | 50,61                   | 15.                     | 82,88  | 14.   | 163,35     | 15.        |
| Jana Hohlova Szergej Novickij         | Jégtánc     | 37,18         | 7.            | 55,57                   | 9.                      | 93,11  | 8.    | 185,86     | 9.         |

## Rövidpályás gyorskorcsolya
Férfi
| Versenyző            | Versenyszám | Előfutam | Előfutam | Negyeddöntő | Negyeddöntő | Elődöntő | Elődöntő | B döntő | B döntő | Döntő   | Döntő   | Helyezés |
| Versenyző            | Versenyszám | Idő      | Hely.    | Idő         | Hely.       | Idő      | Hely.    | Idő     | Hely.   | Idő     | Hely.   | Helyezés |
| -------------------- | ----------- | -------- | -------- | ----------- | ----------- | -------- | -------- | ------- | ------- | ------- | ------- | -------- |
| Szemjon Jelisztratov | 500 m       | 42,982   | 3.       | kiesett     | kiesett     | kiesett  | kiesett  | kiesett | kiesett | kiesett | kiesett | 24.      |
| Szemjon Jelisztratov | 1000 m      | 1:27,254 | 3.       | kiesett     | kiesett     | kiesett  | kiesett  | kiesett | kiesett | kiesett | kiesett | 24.      |
| Szemjon Jelisztratov | 1500 m      | 2:15,455 | 4.       |             |             | kiesett  | kiesett  | kiesett | kiesett | kiesett | kiesett | 24.      |
| Ruszlan Zaharov      | 500 m       | 43,207   | 4.       | kiesett     | kiesett     | kiesett  | kiesett  | kiesett | kiesett | kiesett | kiesett | 27.      |
| Ruszlan Zaharov      | 1000 m      | 1:26,883 | 4.       | kiesett     | kiesett     | kiesett  | kiesett  | kiesett | kiesett | kiesett | kiesett | 29.      |
| Ruszlan Zaharov      | 1500 m      | 2:14,929 | 6.       |             |             | kiesett  | kiesett  | kiesett | kiesett | kiesett | kiesett | 31.      |

Női
| Versenyző           | Versenyszám | Előfutam | Előfutam | Negyeddöntő | Negyeddöntő | Elődöntő | Elődöntő | B döntő | B döntő | Döntő   | Döntő   | Helyezés |
| Versenyző           | Versenyszám | Idő      | Hely.    | Idő         | Hely.       | Idő      | Hely.    | Idő     | Hely.   | Idő     | Hely.   | Helyezés |
| ------------------- | ----------- | -------- | -------- | ----------- | ----------- | -------- | -------- | ------- | ------- | ------- | ------- | -------- |
| Olga Beljakova      | 1500 m      | 2:26,762 | 6.       |             |             | kiesett  | kiesett  | kiesett | kiesett | kiesett | kiesett | 30.      |
| Valerija Potyomkina | 500 m       | 44,952   | 4.       | kiesett     | kiesett     | kiesett  | kiesett  | kiesett | kiesett | kiesett | kiesett | 25.      |
| Valerija Potyomkina | 1000 m      | 1:36,438 | 4.       | kiesett     | kiesett     | kiesett  | kiesett  | kiesett | kiesett | kiesett | kiesett | 26.      |
| Valerija Potyomkina | 1500 m      | 2:28,405 | 5.       |             |             | kiesett  | kiesett  | kiesett | kiesett | kiesett | kiesett | 27.      |
| Nyina Jevtyejeva    | 1000 m      | 1:31,302 | 4.       | kiesett     | kiesett     | kiesett  | kiesett  | kiesett | kiesett | kiesett | kiesett | 24.      |
| Nyina Jevtyejeva    | 1500 m      | 2:24,277 | 3.       |             |             | 2:25,414 | 6.       | kiesett | kiesett | kiesett | kiesett | 16.      |

## Síakrobatika
Ugrás
| Versenyző         | Versenyszám | Selejtező  | Selejtező  | Döntő   | Döntő    |
| Versenyző         | Versenyszám | Pont       | Helyezés   | Pont    | Helyezés |
| ----------------- | ----------- | ---------- | ---------- | ------- | -------- |
| Dmitrij Maruscsak | Férfi       | 194,96     | 20.        | kiesett | kiesett  |
| Jurij Sapkin      | Férfi       | nem indult | nem indult | kiesett | kiesett  |

Mogul
| Versenyző               | Versenyszám | Selejtező | Selejtező | Döntő   | Döntő    |
| Versenyző               | Versenyszám | Pont      | Helyezés  | Pont    | Helyezés |
| ----------------------- | ----------- | --------- | --------- | ------- | -------- |
| Gyenyisz Dolgodvorov    | Férfi       | 23,09     | 18.       | 23,59   | 13.      |
| Alekszandr Szmisljajev  | Férfi       | 23,65     | 14.       | 24,38   | 10.      |
| Andrej Volkov           | Férfi       | 21,95     | 25.       | kiesett | kiesett  |
| Szergej Volkov          | Férfi       | 12,22     | 28.       | kiesett | kiesett  |
| Marina Cserkaszova      | Női         | 20,92     | 20.       | 21,09   | 13.      |
| Regina Rahimova         | Női         | 21,01     | 19.       | 22,70   | 9.       |
| Darja Szerova           | Női         | 21,08     | 18.       | 20,84   | 15.      |
| Jekatyerina Sztoljarova | Női         | 23,01     | 10.       | 23,55   | 7.       |

Krossz
| Versenyző          | Versenyszám | Selejtező | Selejtező | Nyolcaddöntő | Negyeddöntő | Elődöntő | Döntő   | Helyezés |
| Versenyző          | Versenyszám | Idő       | Hely.     | Nyolcaddöntő | Negyeddöntő | Elődöntő | Döntő   | Helyezés |
| ------------------ | ----------- | --------- | --------- | ------------ | ----------- | -------- | ------- | -------- |
| Jegor Korotkov     | Férfi       | 1:14,54   | 20.       | 3.           | kiesett     | kiesett  | kiesett | 25.      |
| Julija Livinszkaja | Női         | 1:22,83   | 32.       | 4.           | kiesett     | kiesett  | kiesett | 32.      |

## Sífutás
Férfi
| Versenyző                                                               | Versenyszám     | Selejtező | Selejtező | Negyeddöntő | Negyeddöntő | Elődöntő | Elődöntő | Döntő         | Döntő         |
| Versenyző                                                               | Versenyszám     | Idő       | Hely.     | Idő         | Hely.       | Idő      | Hely.    | Idő           | Helyezés      |
| ----------------------------------------------------------------------- | --------------- | --------- | --------- | ----------- | ----------- | -------- | -------- | ------------- | ------------- |
| Mihail Gyevjatyjarov                                                    | Sprint          | 3:38,82   | 16.       | 3:35,3      | 4.          | 3:37,6   | 4.       | kiesett       | 8.            |
| Nyikita Krjukov                                                         | Sprint          | 3:36,46   | 4.        | 3:37,2      | 2.          | 3:34,6   | 3.       | 3:36,3        |               |
| Nyikolaj Morilov                                                        | Sprint          | 3:40,22   | 23.       | 3:40,2      | 6.          | kiesett  | kiesett  | kiesett       | 26.           |
| Alekszandr Ljogkov                                                      | 15 km           |           |           |             |             |          |          | 34:51,1       | 15.*          |
| Alekszandr Ljogkov                                                      | 30 km           |           |           |             |             |          |          | 1:15:15,4     | 4.            |
| Alekszandr Ljogkov                                                      | 50 km           |           |           |             |             |          |          | 2:05:53,3     | 14.           |
| Szergej Novikov                                                         | 30 km           |           |           |             |             |          |          | 1:22:44,3     | 43.           |
| Nyikolaj Pankratov                                                      | 30 km           |           |           |             |             |          |          | 1:19:48,9     | 32.           |
| Alekszandr Panzsinszkij                                                 | Sprint          | 3:34,57   | 1.        | 3:36,4      | 1.          | 3:34,3   | 1.       | 3:36,3        |               |
| Pjotr Szedov                                                            | 15 km           |           |           |             |             |          |          | 35:06,2       | 26.           |
| Pjotr Szedov                                                            | 50 km           |           |           |             |             |          |          | 2:07:35,4     | 24.           |
| Szergej Sirjajev                                                        | 15 km           |           |           |             |             |          |          | 35:14,5       | 31.           |
| Szergej Sirjajev                                                        | 50 km           |           |           |             |             |          |          | nem ért célba | nem ért célba |
| Makszim Vilegzsanyin                                                    | 15 km           |           |           |             |             |          |          | 34:31,6       | 9.            |
| Makszim Vilegzsanyin                                                    | 30 km           |           |           |             |             |          |          | 1:17:04,2     | 17.           |
| Makszim Vilegzsanyin                                                    | 50 km           |           |           |             |             |          |          | 2:05:46,4     | 8.            |
| Nyikolaj Morilov Alekszej Petuhov                                       | Csapatsprint    | 18:47,6   | 1. D      |             |             |          |          | 19:02,5       |               |
| Nyikolaj Pankratov Pjotr Szedov Alekszandr Ljogkov Makszim Vilegzsanyin | 4 × 10 km váltó |           |           |             |             |          |          | 1:47:04,7     | 8.            |

Női
| Versenyző                                                                | Versenyszám    | Selejtező | Selejtező | Negyeddöntő | Negyeddöntő | Elődöntő | Elődöntő | Döntő     | Döntő    |
| Versenyző                                                                | Versenyszám    | Idő       | Hely.     | Idő         | Hely.       | Idő      | Hely.    | Idő       | Helyezés |
| ------------------------------------------------------------------------ | -------------- | --------- | --------- | ----------- | ----------- | -------- | -------- | --------- | -------- |
| Irina Hazova                                                             | 10 km          |           |           |             |             |          |          | 26:08,7   | 20.      |
| Irina Hazova                                                             | 15 km          |           |           |             |             |          |          | 41:56,1   | 13.      |
| Natalja Korosztyeljova                                                   | Sprint         | 3:45,56   | 14.       | 3:42,9      | 2.          | 3:48,1   | 6.       | kiesett   | 12.      |
| Natalja Korosztyeljova                                                   | 10 km          |           |           |             |             |          |          | 26:07,0   | 19.      |
| Jevgenyija Medvegyeva                                                    | 10 km          |           |           |             |             |          |          | 25:26,5   | 7.       |
| Jevgenyija Medvegyeva                                                    | 15 km          |           |           |             |             |          |          | 43:59,6   | 39.      |
| Olga Rocseva                                                             | Sprint         | 3:53,87   | 40.       | kiesett     | kiesett     | kiesett  | kiesett  | kiesett   | 40.      |
| Olga Rocseva                                                             | 15 km          |           |           |             |             |          |          | 42:30,5   | 26.      |
| Olga Rocseva                                                             | 30 km          |           |           |             |             |          |          | 1:37:15,5 | 29.      |
| Jevgenyija Sapovalova                                                    | Sprint         | 3:49,52   | 26.       | 3:43,2      | 6.          | kiesett  | kiesett  | kiesett   | 28.      |
| Olga Scsucskina                                                          | 30 km          |           |           |             |             |          |          | 1:38:30,3 | 37.      |
| Jelena Turiseva                                                          | Sprint         | 3:51,99   | 35.       | kiesett     | kiesett     | kiesett  | kiesett  | kiesett   | 35.      |
| Olga Zavjalova                                                           | 10 km          |           |           |             |             |          |          | 25:57,7   | 12.*     |
| Olga Zavjalova                                                           | 15 km          |           |           |             |             |          |          | 41:38,3   | 12.      |
| Olga Zavjalova                                                           | 30 km          |           |           |             |             |          |          | 1:34:46,3 | 22.      |
| Irina Hazova Natalja Korosztyeljova                                      | Csapatsprint   | 18:48,0   | 4. D      |             |             |          |          | 18:07,7   |          |
| Olga Zavjalova Irina Hazova Jevgenyija Medvegyeva Natalja Korosztyeljova | 4 × 5 km váltó |           |           |             |             |          |          | 57:00,9   | 7.       |

## Síugrás
| Versenyző                                                       | Versenyszám | Selejtező | Selejtező | 1. ugrás | 1. ugrás | 2. ugrás | 2. ugrás | Összesítés | Összesítés |
| Versenyző                                                       | Versenyszám | Pont      | Hely.     | Pont     | Hely.    | Pont     | Hely.    | Pont       | Helyezés   |
| --------------------------------------------------------------- | ----------- | --------- | --------- | -------- | -------- | -------- | -------- | ---------- | ---------- |
| Dmitrij Ipatov                                                  | Normálsánc  | 113,5     | 33.*      | 102,5    | 46.      | kiesett  | kiesett  | kiesett    | kiesett    |
| Dmitrij Ipatov                                                  | Nagysánc    | 102,0     | 37.       | 63,9     | 47.      | kiesett  | kiesett  | kiesett    | kiesett    |
| Pavel Karelin                                                   | Normálsánc  | 116,5     | 27.*      | 111,5    | 33.      | kiesett  | kiesett  | kiesett    | kiesett    |
| Pavel Karelin                                                   | Nagysánc    | 119,3     | 24.       | 80,2     | 38.      | kiesett  | kiesett  | kiesett    | kiesett    |
| Gyenyisz Kornyilov                                              | Normálsánc  | 117,0     | 26.       | 118,5    | 22.*     | 114,0    | 29.      | 232,5      | 26.        |
| Gyenyisz Kornyilov                                              | Nagysánc    | 127,6     | 14.*      | 85,2     | 35.      | kiesett  | kiesett  | kiesett    | kiesett    |
| Ilja Roszljakov                                                 | Normálsánc  | 104,5     | 45.       | kiesett  | kiesett  | kiesett  | kiesett  | kiesett    | kiesett    |
| Ilja Roszljakov                                                 | Nagysánc    | 101,1     | 38.       | 73,9     | 44.      | kiesett  | kiesett  | kiesett    | kiesett    |
| Pavel Karelin Gyenyisz Kornyilov Ilja Roszljakov Dmitrij Ipatov | Csapat      |           |           | 414,1    | 10.      | kiesett  | kiesett  | kiesett    | kiesett    |

* - egy másik versenyzővel azonos eredményt ért el

## Snowboard
Parallel giant slalom
| Versenyző               | Versenyszám | Selejtező | Selejtező | Nyolcaddöntő                   | Negyeddöntő                   | Elődöntő                         | Döntő                                            | Helyezés |
| Versenyző               | Versenyszám | Idő       | Hely.     | Ellenfél Eredmény              | Ellenfél Eredmény             | Ellenfél Eredmény                | Ellenfél Eredmény                                | Helyezés |
| ----------------------- | ----------- | --------- | --------- | ------------------------------ | ----------------------------- | -------------------------------- | ------------------------------------------------ | -------- |
| Sztanyiszlav Gyetkov    | Férfi       | 1:18,29   | 11.       | Michael Lambert (CAN) · -12,05 | Simon Schoch (SUI) · kiesett  | Jasey-Jay Anderson (CAN) · +1,72 | Bronzmérkőzés · Mathieu Bozzetto (FRA) · kiesett | 4.       |
| Jekatyerina Tugyegeseva | Női         | 1:23,72   | 5.        | Amelie Kober (GER) · kiesett   | kiesett                       | kiesett                          | kiesett                                          | 10.      |
| Jekatyerina Iljuhina    | Női         | 1:23,43   | 4.        | Michelle Gorgone (USA) · -0,21 | Amelie Kober (GER) · kizárták | Marion Kreiner (AUT) · -0,14     | Nicolien Sauerbreij (NED) · +0,23                |          |
| Aljona Zavarzina        | Női         | 1:25,51   | 17.       | kiesett                        | kiesett                       | kiesett                          | kiesett                                          | 17.      |
| Szvetlana Boldikova     | Női         | 1:26,66   | 24.       | kiesett                        | kiesett                       | kiesett                          | kiesett                                          | 24.      |

Snowboard cross
| Versenyző       | Versenyszám | Selejtező | Selejtező | Nyolcaddöntő | Negyeddöntő | Elődöntő | Döntő    | Helyezés |
| Versenyző       | Versenyszám | Idő       | Hely.     | Helyezés     | Helyezés    | Helyezés | Helyezés | Helyezés |
| --------------- | ----------- | --------- | --------- | ------------ | ----------- | -------- | -------- | -------- |
| Andrej Boldikov | Férfi       | 1:23,28   | 20.       | 1.           | 3.          | kiesett  | kiesett  | 15.      |

## Szánkó
| Versenyző                                | Versenyszám | 1. futam | 1. futam | 2. futam | 2. futam | 3. futam | 3. futam | 4. futam | 4. futam | Összesítés | Összesítés |
| Versenyző                                | Versenyszám | Idő      | Hely.    | Idő      | Hely.    | Idő      | Hely.    | Idő      | Hely.    | Idő        | Helyezés   |
| ---------------------------------------- | ----------- | -------- | -------- | -------- | -------- | -------- | -------- | -------- | -------- | ---------- | ---------- |
| Albert Gyemcsenko                        | Férfi egyes | 48,590   | 5.       | 48,579   | 4.       | 48,769   | 3.       | 48,467   | 5.       | 3:14,405   | 4.         |
| Viktor Knyejb                            | Férfi egyes | 48,899   | 17.      | 48,862   | 13.      | 49,224   | 14.      | 48,747   | 13.      | 3:15,732   | 12.        |
| Sztyepan Fjodorov                        | Férfi egyes | 49,214   | 24.      | 48,859   | 12.      | 49,123   | 11.      | 49,021   | 22.      | 3:16,217   | 19.        |
| Alekszandra Rogyionova                   | Női egyes   | 41,828   | 7.       | 41,731   | 7.       | 41,984   | 8.       | 41,913   | 8.       | 2:47,456   | 6.         |
| Tatyjana Ivanova                         | Női egyes   | 41,816   | 6.       | 41,601   | 3.       | 41,914   | 5.       | 41,850   | 3.       | 2:47,181   | 4.         |
| Natalja Horeva                           | Női egyes   | 41,932   | 9.       | 41,785   | 8.       | 42,175   | 12.      | 42,092   | 12.      | 2:47,984   | 10.        |
| Vlagyiszlav Juzsakov Vlagyimir Mahnutyin | Kettes      | 41,798   | 10.      | 41,948   | 11.      |          |          |          |          | 1:23,746   | 10.        |
| Mihail Kuzmics Sztanyiszlav Mihejev      | Kettes      | 42,174   | 15.      | 41,981   | 12.      |          |          |          |          | 1:24,155   | 14.        |

## Szkeleton
| Versenyző             | Versenyszám | 1. futam | 1. futam | 2. futam | 2. futam | 3. futam | 3. futam | 4. futam | 4. futam | Összesítés | Összesítés |
| Versenyző             | Versenyszám | Idő      | Hely.    | Idő      | Hely.    | Idő      | Hely.    | Idő      | Hely.    | Idő        | Helyezés   |
| --------------------- | ----------- | -------- | -------- | -------- | -------- | -------- | -------- | -------- | -------- | ---------- | ---------- |
| Alekszandr Tretyjakov | Férfi       | 52,70    | 3.       | 53,05    | 8.       | 52,30    | 3.       | 52,70    | 5.*      | 3:30,75    |            |
| Szergej Csugyinov     | Férfi       | 53,64    | 16.      | 53,26    | 13.      | 53,13    | 14.      | 52,92    | 9.       | 3:32,95    | 12.        |
| Szvetlana Trunova     | Női         | 56,47    | 17.      | 55,32    | 14.      | 55,23    | 14.      | 55,17    | 15.      | 3:42,19    | 16.        |
| Jelena Jugyina        | Női         | 55,42    | 14.      | 56,06    | 18.      | 55,54    | 17.      | 55,77    | 18.      | 3:42,79    | 18.        |

* - egy másik versenyzővel azonos időt ért el